# Charles Casimir Dugabé
Charles Casimir Dugabé est un homme politique français né le 27 février 1799 au Mas-d'Azil (Ariège) et mort le 14 avril 1874 à Toulouse (Haute-Garonne).

## Biographie
Avocat à Toulouse, il est député de l'Ariège de 1834 à 1848, siégeant dans l'opposition de droite, avec les légitimistes, puis basculant dans la majorité soutenant les ministères de la Monarchie de Juillet à partir de 1839. Il a également été conseiller général du canton de Vicdessos de 1843 à 1848.